# Dialectes del català
L'any 1861, Manuel Milà i Fontanals va proposar la divisió dialectal del català en dos grans blocs: l'oriental i l'occidental. El criteri de divisió dialectal era de caràcter fonètic, concretament responia al vocalisme àton.
Els dialectes no es poden delimitar amb exactitud perquè entre lʼun i l'altre sempre hi ha una franja de transició, més o menys ampla (excepte en els insulars, és clar), de la mateixa manera que en la zona dels dialectes constitutius també hi ha dialectes de transició cap a llengües veïnes, com el ribagorçà i, sobretot el parlar de Benasc, cap a l'aragonès, i el parlar capcinès, dins el català septentrional, cap a l'occità. A més a més, cap dialecte no és del tot uniforme: qualsevol dels que hi ha es pot subdividir en diversos subdialectes. Atenent al que hem dit, la llengua catalana es pot subdividir en dos blocs dialectals i en dialectes (entreu a cada dialecte si en voleu veure els corresponents subdialectes). Atesa, però, la relativa poca variació dialectal dins el català i la importància, en la consciència dels parlants, del principal tret que separa els dos blocs, la neutralització o no de la a àtona, hom ha parlat només de dos dialectes, oriental i occidental, en comptes de dos blocs.
Hi ha dialectes desapareguts, com el menorquí de Fort-de-l'Eau (Algèria), el menorquí de Florida, el mallorquí de l'Argentina i el català de la burgesia i les classes altes de les principals ciutats de Sardenya i Sicília, i de Nàpols, dels quals queden restes en el sard, el sicilià i el napolità.
Un cas especial és el de la interferència entre dialectes no fronterers per repoblació amb mallorquins al sud del País Valencià a l'edat moderna, que ha donat el català salat meridional.
La Xarxa Vives publicà un manual per a textos corporatius (siguen empreses, organitzacions sense ànim de lucre o administracions públiques) dirigits alhora a diversos territoris de varietats dialectals notòries proporcionant un model comú de llengua.

## Divisió dialectal
| Divisió dialectal del català-valencià | | |
| BLOC OCCIDENTAL a) Nord-occidental 1. Ribagorçà i. Benasquès (CA < > AN) 2. Pallarès b) Occidental de transició 1. Tortosí o valencià de transició 2. Matarranyenc c) Valencià 1. Castellonenc 2. Valencià central 3. Valencià meridional 4. Alacantí 5. Valencià murcià. (Desaparegut, trets lèxics i gramaticals transferits al murcià o panotxo) DIALECTES DE TRANSICIÓ ENTRE BLOCS a) Xipella* (oriental < > occidental) 1. Solsoní b) Salat de la Marina* (mallorquí < > valencià) | BLOC ORIENTAL a) Septentrional (rossellonès) 1. Capcinès b) Central 1. Salat de la Costa Brava* 2. Barceloní 3. Tarragoní 4. Septentrional de transició c) Baleàric 1. Mallorquí i. Mallorquí pollencí ii. Mallorquí solleric iii. Mallorquí felanitxer iv. Mallorquí sineuer iv. Mallorquí d'Argentina (Desaparegut) 2. Menorquí i. Menorquí oriental ii. Menorquí occidental ii. Menorquí de Florida (Desaparegut) 3. Eivissenc i. Eivissenc oriental ii. Eivissenc occidental iii. Vilatà d) Alguerès | DIALECTES NO CLASSIFICATS a) Patuet d'Algèria (Desaparegut) b) Judeocatalà (Desaparegut) c) Catanyol |

També cal esmentar els parlars de transició catalano-aragonesa de la Llitera
- Una mostra de la transició dialectal catalanoaragonesa: els parlars de la Llitera, JG Latorre, 1999

### Nombre de parlants
La següent taula mostra la població que té el català com a llengua materna, en els dialectes orientals i occidentals, amb dades de 2004:
| Oriental                       | Parlants         | Occidental       | Parlants         |
| ------------------------------ | ---------------- | ---------------- | ---------------- |
| Comarques Gironines            | 262 300          | Terres de l'Ebre | 103 900          |
| Comarques Centrals             | 211 500          | Ponent           | 169 300          |
| Àmbit metropolità de Barcelona | 1 022 800        | Alt Pirineu      | 34 300           |
| Camp de Tarragona              | 145 300          | País Valencià    | 1 422 590        |
| Illes Balears                  | 479 140          | Franja de Ponent | 45 000           |
|                                |                  | Andorra          | 61 975           |
| Total oriental                 | 2 121 040 (54 %) | Total occidental | 1 837 065 (46 %) |

### Trets dialectals
Algunes petites zones del domini lingüístic es caracteritzen per la presència d'un determinat tret dialectal propi del lloc, sense arribar a constituir un veritable dialecte (ja que la resta dels trets els comparteix amb els del territori circumdant).
- Xipella
- El parlar salat de Tàrbena i de la Vall de Gallinera i de la Costa Brava).

## Exemples de lèxic i pronunciació
Potser el tret que més marca alguns dialectes sigui la pronúncia i, en particular, les diferències són significatives entre el bloc oriental i l'occidental.
A continuació es mostra la pronunciació (culta) de diferents mots en els dos blocs més importants (i els subdialectes més rellevants de cada bloc, el central pel bloc oriental i el valencià pel bloc occidental). S'utilitza la transcripció de l'AFI.
| Mot           | Pronunciació oriental (p. ex. central)                 | Pronunciació occidental (p. ex. valencià) |
| ------------- | ------------------------------------------------------ | ----------------------------------------- |
| terra         | [ˈtɛrə]                                                | [ˈtɛra]/[ˈtɛrɛ]                           |
| cel           | [ˈsɛɫ]                                                 | [ˈsɛɫ]                                    |
| aigua         | [ˈajɣwə] [ˈajɣo] (en mallorquí)                        | [ˈajɣwa]                                  |
| foc           | [ˈfɔk]                                                 | [ˈfɔk]                                    |
| home          | [ˈɔmə]                                                 | [ˈɔme]                                    |
| dona          | [ˈdɔnə]                                                | [ˈdɔna]/[ˈdɔnɔ]                           |
| menjar        | [məɲˈʒa]                                               | [meɲˈdʒa(ɾ)]                              |
| beure         | [ˈbɛwɾə] [ˈbəwɾə] (en mallorquí)                       | [ˈbewɾe]                                  |
| gran          | [ˈgɾan]                                                | [ˈgɾan]                                   |
| petit/xicotet | [pəˈtit]/[ʃikuˈtɛt] [pəˈtit]/[ʃikoˈtət] (en mallorquí) | [peˈtit]/[tʃikoˈtet]                      |
| comprar       | [kumˈpɾa] [komˈpɾa] (en mallorquí)                     | [kompɾa(ɾ)]                               |
| nit           | [ˈnit]                                                 | [ˈnit]                                    |
| dia/jorn      | [ˈdiə]/[ʒorn]                                          | [ˈdia]/[dʒoɾn]                            |
| anglès/anglés | [əŋˈglɛs] [əŋˈgləs] (en mallorquí)                     | [aŋˈgles]                                 |
| perquè        | [pərˈkɛ] [pərˈkə] (en mallorquí)                       | [peɾˈke]                                  |
| València      | [vəˈlɛnsiə]/[bə'lɛn.si.ə] [və'lɛn.si] (en mallorquí)   | [vaˈlensia]                               |

A continuació, es mostren uns exemples de més varietats i subdialectes, on també es poden constatar les diferències lèxiques. En els texts s'utilitza la grafia habitual per a reflectir la transcripció fonètica (en comptes d'utilitzar l'AFI (IPA)). Per tant, no s'han de considerar com a variants ortogràfiques. Al costat del nom del subdialecte hi ha els noms de les localitats dels redactors de l'exemple.
Aquests exemples utilitzen sovint sinònims que també s'utilitzen a altres zones, però a cada zona hi ha una tendència a utilitzar una paraula. Per exemple, s'entén igual si es diu diners, dinés, cèntims, sous,... perquè tot significa el mateix.

### Bloc occidental

#### Nord-occidental
| « | Un home només tinie dos fills. Lo més jove li va di a sun pare: “Ia és horE que siga’l meu propi amo i que tinguE dinés (cèntims): fa faltE que me’n puguE’nar a vere món. Repartixi los seus béns i don'im lo que’m toque”. “Ai, fill meu”, va di lo pare, “com vulgos, ets dolén i siràs castigat”. I després va aurí un caixó, va partí’ls seus béns i’n va fe dos parts. Uns dies després, lo dolén se’n va’nà del poble mol contén i sense di adéu a dingú. Va travessar moltes terres ermes, mols boscos i mols rius, i va’ribà a unE gran ciutat on se va gastà tots los dinés/ (cèntims). | Un home només tinie dos fills. Lo més jove li va dí a son pare: “Ja és l'horE que siga’l meu propi amo i que tinguE quartos (cèntims): fa faltE que me’n puguE’nar a vere món. Repartixi los seus béns i doni’m lo que’m toque”. “Ai, fill meu”, va di lo pare, “com vulgos, ets dolén i siràs castigat”. I després va aubrí un caixó, va partí’ls seus béns i’n va fe dues parts. Uns dies després, lo dolén se’n va’nà del poble mol contén i sense di adéu a ningú. Va travessar moltes terres ermes, mols boscos i mols rius, i va’rribà a unE gran ciutat on se va gastà tots los quartos/ (cèntims). | » |

#### Nord-occidental (la Seu d'Urgell)
| « | Un home només tenie dos fills. El més jove li va di al seu pare “Ja és hora que sigui el meu propi amo i que tingui dinés (cèntims): fa falta que me’n pugui ana a veure món. Reparteix els teus béns i dona’m lo que’m toque”. “Ai, fill meu”, va di el pare, “com vulguis, ets dolén i seràs castigat”. I després va obrir un calaix, va partí els seus béns i en va fe dos parts. Uns dies després, el dolén se’n va’nà del poble mol contén i sense di adéu a ningú. Va travessar moltes terres ermes, mols boscos i mols rius, i va’rribà a una gran ciutat on es va gastà tots els dinés/ (cèntims). | » |

#### Valencià de transició / tortosí
| « | Un home domés tenia dos fills. Lo més jove li va dí a sun pare: “Ia (é)s hora (de) que sigue lo meu propi amo i (de) que tingue dinés: cal que pugue anar-me’n a vore món. Partiu los vostres béns i doneu-me lo que me toca”. “Ai, fill meu”, li va dí'l pare, “com vullgues, ets(eres) dolén(t) i seràs castigat”. I después va au(b)rí un calaix, va partí los seus béns i va fer-ne dos par(t)s. Uns dies después, lo dolén(t) se’n va anà del poble mol(t) ufà i sense dí adéu a dingú. Va trabessà moltes terres ermes, mol(t)s boscos i mol(t)s rius, i va arribá a una gran ciutat a (w)on se va gastà to(ts) los dinés. | » |

#### Valencià castellonenc (Castelló de la Plana)
| « | Un home només tenia dos fills. El més jove li va dir a son pare: “Ia’s hora que siga’l meu propi amo i que tinga dinés: és precís que me’n vaja a vore món. Partisca la seua herència i done’m lo que me toque”. “Ai, fill meu”, li va dir son pare, “com vulgues, eres roín i hu penaràs”. I en acaván va obrir un caisó [calais], va dividir tot lo que tenia i li’n va donar dos partx. Uns dies después, el fill roïn se’n va ’nar [anar] del poble mol contén i sense dir adios a ningú. Va travessar moltes terres ermes, mols boscs i mol(s) rius, i va ’rivar [arribar] a una gran ciutat on es va gastar tots [totj] els dinés. | » |

#### Valenciàvalencià central

##### (Benaguasil)
| « | Un home només tenia dos fillx. El més txobe digué a son pare: “Ia és hora que siga el meu propi amo i que tinga dinés: és precís que puga anar-me’n a bore món. Partixca’ls seus béns i done’m lo que me toque”. “Ai, fill meu”, digué’l pare, “com bullgues, eres un roín i seràs castigat”. I en acabant aubrigué un calaix, partí’ls seus béns i ne feu dos partx. Uns dies después, el roín se n'anà del poble molt ufà i sinse dir adiós a ningú. Trabessà moltes terres ermes, mol(t)s boscos i mol(t)s rius, i arribà a una gran ciutat on se gastà tots els dinés. | » |

##### (Nord de laRibera Alta)
| « | Un home només tenia dos fillx. El més txobe li digué/va dir a sun pare: “Ia és hora que siga el meu propi amo i que tinga dinés: és precís que puga anar-me’n a bore món. Partixca’ls seus béns i done’m lo que me toque” “Ai, fill meu”, digué’l pare, “com bullgues, eres roín i seràs castigat. I en acabant/endespués/después aurí/va aurir un caixó, partí/va partir els seus béns i en feu dos parts. Uns dies después, el roín se n'anà del poble ben pagat i sinse dir-li adéu/adiós a ningú. Atrabessà/va atrabessar moltes terres ermes, moltx boscos i moltx rius, i arribà a una gran ciutat aon se gastà/va gastar totx els dinés. | » |

S'utilitza indistintament el pretèrit perfet simple i els compostos ― va dir/digué ― alternant-los normalment si apareix més d'un verb en el mateix temps en una mateixa oració. Exemple: Aní a ta casa a primera hora i me va fer tocar a la porta hasta que aixigué/així 
(DEL VERB EIXIR, SORTIR)

#### Valencià meridional

##### (Castelló de la Ribera, …)
| « | Un home només tenia dos fills. El més tjove li va dir a sun pare: “Ia és hora que siga el meu propi amo i que tinga dinés: fa falta que puga anar-me’n a vore món. Partixca els seus béns i done’m lo que em toco”. “Ai, fill meu”, va dir el pare, “com vullgues, eres roín i seràs castigat”. I després va aurir un caixó, va partir els seus béns i va fer dos parts. Uns dies després, el roín se’n va anar del poble molt content i sense dir adéu a ningú. Va travessar moltes terres ermes, mols boscs i mols rius, i va arribar a una gran ciutat on es va gastar tots els dinés. | » |

##### (Albaida,Canals, …)
| « | Un home només tenia dos fills. El més jove li va dir a son pare: “Lla és horo que siga’l meu propi amo i que tinga dinés: fa falta que puga anar-me’n a vore món. Partixca els seus béns i done’m lo que em toco”. “Ai, fill meu”, va dir el pare, “com vullgues, eres roín i seràs castigat”. I després va obrir un caixó, va partir els seus béns i va fer dos parts. Uns dies després, el roín se’n va anar del poble mol(t) content i sense dir adéu a ningú. Va travessar moltes terres ermes, mol(t)s boscos i mol(t)s rius, i va arribar a una gran ciutat on es va gastar tots els dinés. | » |

##### (La Marina)
| « | Un home només/domés tenia dos fills. El més dʒove li va dir a son pare: “Ias horO/hora que siga el meu propi amo i que tinga dinés: fa falta que puga (a)nà(r)-me’n a vore món. Partixca e(l)s seus béns i done’m lo que’m toque”. “Ai, fill meu”, va dir el pare, “com vullgues, eres roín i seràs castigat”. I después/encamant/andespués va obrir un caixó/caxó, va partir e(l)s seus béns i en va fer dos parts. Uns dies después, el roín se’n va anar del poble mol(t) desvanit/debellit i sense dir adéu/adiós/res a ningú. Va travessar moltes terres ermes, mol(t)s boscos i mol(t)s rius, i va ribar a una gran ciutat on es va gastar to(t)s e(l)s dinés. | » |

#### Valencià alacantí

##### (Novelda)
| « | Un home només tenia dos fillx. El més tjove va dí a sun pare: “Ia és hora que siga el meu pròpit amo i que tinga dinés: és mesté que puga anà-me’n i vore món. Partixca els seus béns i done’m lo que me toque”. “Ai, fill meu”, va dí (e)l pare, “com vullgues, eres roín i seràs castigat”. I después va ubrí un ca(i)xó, va partir se seus béns i va fé dos parts. Uns dies después, el roín se’n va anà del poble mol devanit i sense dí adiós a ningú. Va travessar moltes terres ermeres, mol(t)s de bosques i mol(t)s de rius, i va arribar a una gran ciudat on es va gastà tots es dinés. | » |

##### (Elx)
| « | Un home només/domés tenia dos filltx. El més tjove li digué a son pare: “Ia és hòrò que siga el meu pròpit amo i que tinga monetes: és precís/menester que puga anâ-me’n i vore món. Partixca se seus béns i done-me lo que me toque/la meua part”. “Ai, fill meu”, digué el pare, “com vullgues, eres roín i seràs castigat”. I endempués/después obrigué un caxó, partí se seus béns i en feu dos parts. En passar uns dies, el roín se n'anà del poble molt devanit/ufanós/campante i sense despeî-se/dir adéu/dir res a dengú/ningú. Travessà moltes terres en (g)uaret, bastant de bosc i bastant de riu, i arribà a una gran ciutat aon se gastà tots es dinés. | » |

Entre les generacions més joves s'escampa el perifràstic. Entre parlants ancians de ciutat i en totes les generacions de les pedanies més meridionals del Camp d'Elx s'empra el simple, fins i tot en la primera persona: “aní”, “fiu”. Entre els parlants de ciutat, és molt habitual emprar tant el perifràstic com el simple en una mateixa conversa. Les formes més normatives són les més habituals entre les generacions més joves. Hi ha vaciŀlacions vocàliques abundoses entre els parlants ancians tradicionals: només/numés; dengú/dingú. El ieisme s'escampa molt entre els joves i el betacisme s'escampa menys.

##### (Crevillent)
| « | Un home només tenia dos fills. El més dʒove li va dí a sun pare: “Ia és hora que siga’l meu pròpit amo i que tinga dinés: és precís que puga anà-me-ne i vore món. Partixca es seus béns i done-me lo que me toque”. “Ai, fill meu”, va dí’l pare, “com vuigues, eres roín i seràs castigat”. I después va obrí un caxó, va partí es seus béns i va fé dos parts. Uns dies después, el roín se’n va anà del poble molt content i sinse dí adéu/res a ningú. Va travessà moltes terres ermes, molt de bosc i molt de riu, i va aplegà/llegà a una gran ciutat on se va gastà tots es dinés. | » |

### Bloc oriental

#### Català central (Barcelona)
| « | Un hòma numés/dumés tania dós fills. Al més jóba li ba di al/an al séu para: “Ia éz hòra ca sigui’l méu pròpi amu i ca tingui cèntims; ma n'hé [ma n'haig] d'anà (a) bèura món. Partiu la bòstra harència i dunèu-ma’l ca’m tòqui”. “Ai, fill méu”, ba dí’l para, “còm bulguis; étz un dulén i Déu at/ta castigarà”. I dasprés ba ubrí un cala(i)x, ba partí la séba harència i an ba fé duas/dugas pars. Al cap d'uns quants dies, al dulén sa’n ba nà dal pòbbla mól tibat i sénsa dí adéu a ningú. Ba trabassà molta tèrra èrma, móls bòscuz i móls rius, i ba arribà a[n] una gran ciutat ón/ónta/auón ba gastà tótz als cèntims. | » |

#### Català central (Vic)
| « | Un hòma numés/(tan) sols/solament tania dós fills. Al més jóba ba di al séu para: “Ja éz/èz hòra ca sigui’l méu pròpi amu i ca tingui cèntims; ma n'hé [ma n'haig] d'anà bèura món. Partiu la bòstr’harència i dunèu-ma’l ca’m tòqui”. “Ai, fill méu”, ba dí’l para, “còm bulguis; étz dulén i Déu at castigarà”. I dasprés ba ubrí un calax, ba partí la séb’harència i an ba fé duas/dugas pars. A(l) cap d'uns quans/qons dias, al dulén sa’n ba ’nà dal pòbbla/pòpla mól tibat i sènsa dí adéu a ningú. Ba trabassà molta tèrr’èrma, móls bòscuz i móls rius, i ba ’rribà (a) una gran ciutat ón ba despendre tótz als cèntims. | » |

#### Parlar salat(Empordà)
| « | Un homa numés/dumés tania dos fils al [as] més joba ba di al seu para: ja ès hóra ca sigui’l meu própi amu i ca tingui cèntims: ma n'he [ma n'haig] d'anà bèura món. Partiu la bostr’haréncia i dunèu-ma lu ca ma (el cam/lu cam) toqui. “Ai, fill méu”, ba di’l para, “com bulguis; ets dulén i Déu ta castigarà. I dasprés ba ubrí un calax i ba partí la seu’aréncia i na va fé [va fen'na] dugas parts. A(l) cap d'uns qons dias al dulen ba nàssan [sa’n ba ’nà] del popla mol tibat i sènsa dí adéu a ningú. Ba trabassá molta terr’erma, mols de boscuz i móls de rius, i ba’rribà’nuna gran ciutat unta se va gastà tots el (es) cèntims. | » |

(Segons la zona (franja de Palafrugell, Mont-ras i Begur) s'utilitza l'article salat o no.)

#### Mallorquí (Campos)
| « | Un homo domés tenia dos fills. Es mé(s) jove va dir (a) son pare: “Ja és hora que sigui es meu propi amo i que tengui dobbés; és necessari que me’n pugui anar a veure món. Partiu es vostros béns i donau-me lo que me toqui.” “Ai, fill meu”, va dir son pare, “com vulguis; ets dolent i seràs castigat”. I llavò va obrir un cala(i)x, va partí et(s) seu(s) béns i en va fé dues pars. Un(s) dies después [as cap d'un(s) dies], es dolent se’n va (a)ná des pobble tot gojós i sense dí ’dios a ningú. Va travessá mol(ts) d'rmassos, mol(ts) de bòts i mol(ts) de rius i va (a)rribà (a) una gran ciutat on va gastà tots es dobbés. | » |

#### Eivissenc
| « | Un home dumés tenia dos fiis. Es més jove va dí (a) sum pare: “Ia’s hora que siga’s meu propi amu i que tenga sous; és necessari que me’n puga ’ná i vore món. Partiu es vostrus béns i dunau-me lu ca’m toqui.” “Ai, fii meu”, va dí sum pare, “com vulguis; ets dulén i seràs castigat”. I llavò va ubrí un cala(i)x, va partí’s seus béns i en va fé dos parts. Uns dies después [as cap d'uns dies], es dulen se’n va ’ná des poble tot gujós i sense dí ’diós a ningú. Va travessá mols d'ermassus, mols de boscus i mols de rius i va ’rribá a una gran ciutat on va gastá tots es sous. | » |

Rossellonès (entre parentèsis les variants de Font-Romeu)
| « | Un ome numés taniya dus filx. Al més djuba digé al seu para : “Ja’s ora ca sigui el meu pròpi mestre i ca tengui dinés. Despartiu als bostras béns i duneu-ma (dunau-mé) lu ca’m toca. “Ai, fill meu”, digué’l para”, “cum bulguis, ets dulén i saras castigat. “Alezoras ba ubri un kalax, desparti als seus béns i en fagué duès pars. Qualcas dias dasprés al dulén s'en anà dal bilatge força gujús i sènsa dir adiu a ningú. Trabassà forç’ armassus, boscus i força rius i-arribà en una gran ciutat un guastà tuts als seus dinés. | » |